# 세계 아제르바이잔 청년 연합

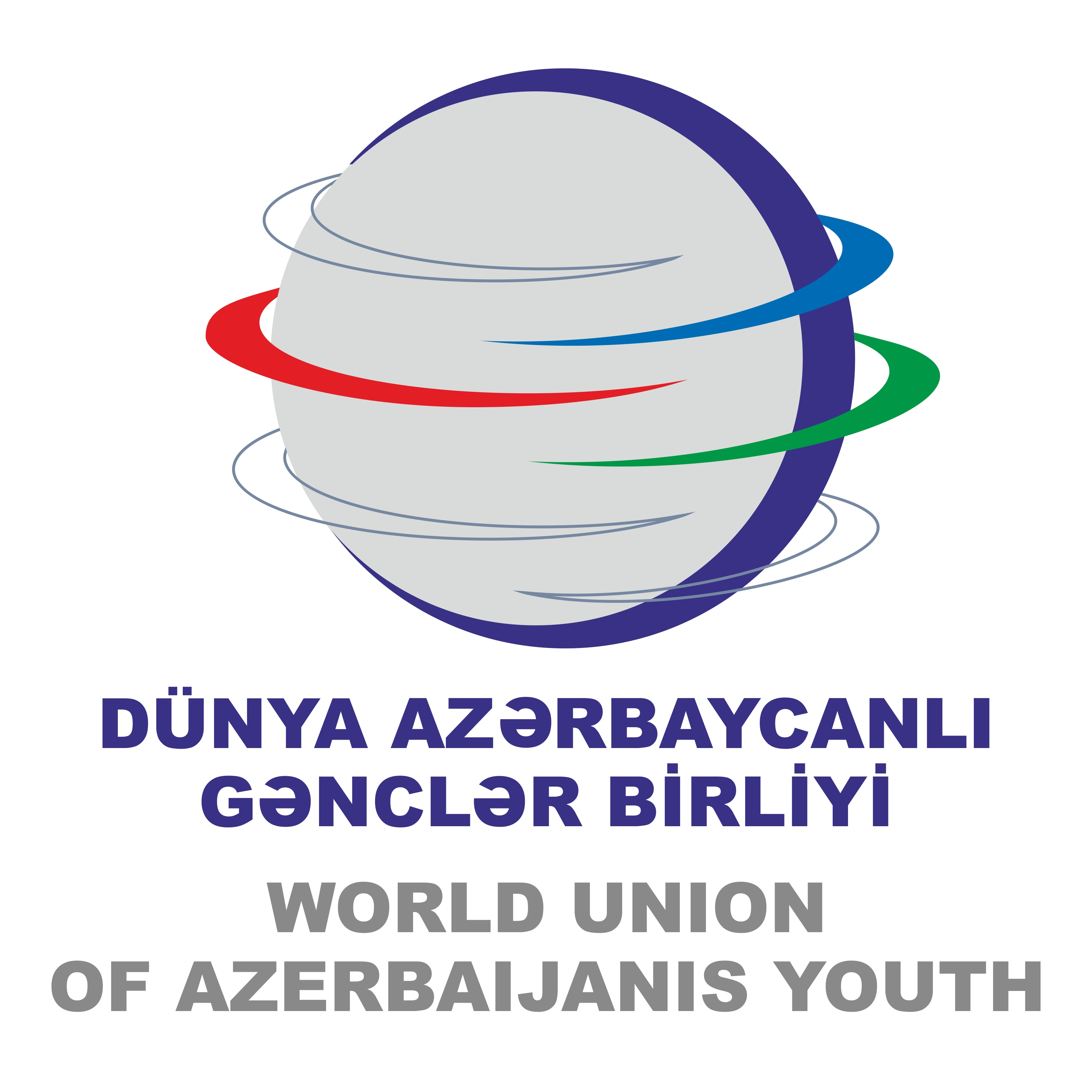

세계 아제르바이잔 청년 연합은 아제르바이잔의 단체이다.

## 역사
2012년 3월 12일에 세계 아제르바이잔 청년 연합 의회는 바쿠에서 개최되었다.
국회에서는 세계 각 나라에서 활동하고 있는 국제 조직 그리고 해외에 살고있는 아제르바이잔 청년 연합의 대표 또한 참여했고, 이 조직의 생성이 긍정적인 경우로 평가됐다.

## 목표와 연합의 목적
세계의 아제르바이잔 청년 연합의 주요 목적은 외국에서 살고 있는 아제르바이잔 젊은이들 종합 개발을 위해, 과학, 교육, 문화, 비즈니스, 스포츠, 자원 봉사와 애국심 개발의 설립에 대한 작업은 세계 아제르바이잔 사람들의 국가 및 도덕적 가치에 근거하여 동원하고 있다. 또한 세계의 다른 나라에서 사는 아제르바이잔 청년 아제르바이잔 공화국의 국가 이익과 보호, 문화유산 촉진, 아제르바이잔 진실을 세계 지역 사회에 전달, 권리와 자유를 보호하는 일에 참여함과 국제 레벨에도 협력을 제공한다.
국가 외부에서 교육을 받은 시민들의 적당한 활동을 형성하고 젊은 직원 베이스 조직, 국가 외부에서 살고있는 아제르바이잔 청년들의 네트워킹 활동을 조직에 적극적인 역할을 담당한다. 외국에서 살고있는 아제르바이잔 청년 지역 사회에 사회적, 정치적 삶의 통합, 프로젝트의 구현에 더 적극적인 참여를 보장하기 위해 그리고 프로젝트의 구현을 지원한다. 위원장은 라민 마마도프(Ramin Mammadov)이다.

## 설립자
1. 러시아의 아제르바이잔 젊으니들의 단체
2. 아제르바이잔 젊으니들 단체의 협의회
3. 아제르바이잔 학생 젊으니들의 단체 연합
4. 유럽에서 아제르바이잔 젊으니들 단체의 통합
5. "IRELI" 공공의 단체
6. 해외에서 공부하고 졸업한 아제르바이잔 젊으니들의 국제 포럼
7. 아제르바이잔-터키 젊으니들의 우호 협회

## 중앙 협의회
1. Leyla Aliyeva - 러시아 연방, 헤이 다르 알리 예프 재단, 세계 아제르바이잔 사람들의 조정위원회의 회원, 러시아의 아제르바이잔 젊으니들의 회장
2. Adil Baghirov - 세계 아제르바이잔인들의 미국 네트워크 (USAN) 집행 이사의 조정위원회의 회원, 박사
3. Ahmed Gencehan Babish - 터키 공화국의 협회의 터키 대리인 위원장
4. Anar Khalilov - 브뤼셀 (Brussels), "건강한 발달과 교육"공중 연합
5. Anar Mammadov - 미국, 동맹의 집행 이사[5]
6. Anar Tahirov - 우크라이나, 우크라이나 아제르바이잔 청소년 연합
7. Ayda Amir Hashimi - 스웨덴, 세계 아제르바이잔인 및 아제르바이잔 청소년 연맹의 조정위원회의 회원 및 이사회,위원회 장관의 회원 왕국 AF?
8. Ayna Zeyniyeva - Azerbaijanis 청소년위원회 우즈베키스탄, 우즈베크인 국립 문화 센터
9. Azer Huseynov - 한국, 'Buta "아제르바이잔 - 한국 학생 연맹
10. Javid Aliyev - 터키 공화국, 터키 아제르바이잔 청소년의 협회 연맹 회장
11. Jalal Jabrayılov - 카자흐스탄, 문화 센터의 연합의 청소년 담당 카자흐어 차관
12. Elnur Ibrahimov - 미국, 아제르바이잔어 - 미국 학생 협회의 대표, 피닉스 대학에서 미국 학생들
13. Elmaddin Behbud - 아제르바이잔 공화국 "민주 아제르바이잔을 위해서"청소년의 공공 연합
14. Emin Hajıyev - 러시아, 러시아의 아제르바이잔어 청소년기구, 이사회의 구성원
15. Esmira Rzayeva -공화국 핀란드, 핀란드, 아제르바이잔 젊으니들의 머리에서 핀란드 - 아제르바이잔 친선 협회
16. Hikmat Naghdaliyev - 러시아, 러시아의 아제르바이잔 젊으니들의, 이사회의 구성원
17. Hikmat Ismayılov - 아제르바이잔 공화국, 유럽 운동의 부회장
18. Iqbal Hacıyev - 루마니아, 세계 아제르바이잔인들의 조정위원회, 유럽위원회 회원, 루마니아의 의회 공화국 - 청소년 문화 협회 회장
19. Kaya Komur - 독일, 마인츠 (Mainz)의 학회 회장
20. Leyla Mammadova - 조지아, 조지아 아제르바이잔어 청소년 연합
21. Mirvari Fataliyeva - 프랑스 공화국, 프랑스 청소년 협회 (AFGA), 부 위원장
22. Musа Ahmadоv (Punhаn) - 벨기에 왕국, 세계 아제르바이잔인 구성원의 조정위원회의, 베네룩스 아제르바이잔인들의 의회 청소년 조정위원회, 벨기에의 청소년 의회의 회원
23. Nuraddin Mehdiyev - 지역 개발 협회 아제르바이잔 공화국 "우리 세대"청소년 위원장
24. Ramin Gasımov - 러시아, 러시아 연방의 국가 Duma
25. Orkhan Arabov - 아제르바이잔 공화국, 청소년 단체 협의회의 사무 총장
26. Orkhan Akbarov - 아제르바이잔 공화국, 해외에서 공부하고 졸업한 아제르바이잔 젊으니들의 국제 포럼의 위원장
27. Ramil Aliyev - 노르웨이의 왕국, 세계 아제르바이잔인들의 조정위원회의 회원, 노르웨이의 청소년 협회 (NAYO) 대통령
28. Rauf Mardiyev - 아제르바이잔 공화국, "앞으로", 연합의 사무 총장
29. Ramin Mammadov - 아제르바이잔 공화국, YAP 청소년 연합의 공화국 국제 관계의 대리인 위원장
30. Ramin Niftaliyev - 이집트, '고향'학생 협회
31. Rashkhan Qarashlı - 아제르바이잔 공화국, 아제르바이잔 - 터키 청소년 우호 협회
32. Rustam Mustafayev - 라트비아 공화국, 라트비아어 젊으니들의 협회 회장
33. Simuzar Balaoghlanova - 영국, 세계 아제르바이잔인들 의 조정위원회의 일원, "카스피-Khazri" 학교의 총장, "새라 Khatun,"여성 협회 (UK)의 회장
34. Safar Mammadov -몰도바 공화국, 몰도바 아제르바이잔 젊으니들의 협회 회장
35. Sabina Azizli - 캐나다, Azer - 터키의 청소년 단체의 캐나다 협회
36. Tale Haydarov - 영국, 세계 아제르바이잔인들의 조정위원회, 유럽 아제르바이잔 학회[6]
37. Shamkhal Hasanov - 아제르바이잔 공화국, "아라 즈-TV"회사 CEO
38. Shahin Ismayılov - 아제르바이잔 공화국, 아제르바이잔 학생 청소년 단체 '연합
39. Shahin Seyid-zade - 공공 연합 (EU) 아제르바이잔 공화국 "시민 사회의 논의"
40. Shimon Shagal - 이스라엘의 주, 이스라엘 공공 청소년 단체의 "ATI"부회장

## 검사위원회
1. Azer Javadov - 바쿠 청소년 클럽 회장
2. Asif Askarov - 민주 학생 회장 및 젊으니들의 협회 회장
3. Jamila Abdullayeva -청소년 연대 지원 위원장
4. Elmari Memishov- 젊은 변호사 연합의 회장
5. Mehriban Aliyeva - 애국 사회에서 부인, 젊으니들의 협회 회장 (덴마크)
6. Samir Aliyev -AYOR의 회원, Sechenov 모스크바 의과 대학 (러시아 연맹)
7. Vugar Ahmadov - 아제르바이잔어 - 미국 청소년 사회 협회
8. Vusal Guliyev - 회의 의자, 청소년 교육 센터 이사
9. Zemfira Azizbayova -조지아 아제르바이잔 젊으니들의 포럼의 회장 (조지아)